# 格蘭特維爾 (堪薩斯州)
格蘭特維爾（英語：Grantville）是位於美國堪薩斯州傑佛遜縣的一個人口普查指定地區。

## 人口
根據2020年美國人口普查的數據，格蘭特維爾的面積為5.05平方千米，當中陸地面積為5.05平方千米，而水域面積為0.00平方千米。當地共有人口180人，而人口密度為每平方千米35.64人。